# جيمس هاريسون (لاعب كرة قدم أمريكية)
جيمس هاريسون (بالإنجليزية: James Harrison)‏ هو لاعب كرة قدم أمريكية أمريكي، ولد في 4 مايو 1978 في آكرون في الولايات المتحدة.

## وصلات خارجية
- جيمس هاريسون على موقع مرجع كرة القدم المحترفة.كوم (الإنجليزية)